# Ґашовиці (Нижньосілезьке воєводство)
Ґашовиці (пол. Gaszowice) — село в Польщі, у гміні Сицув Олесницького повіту Нижньосілезького воєводства.
Населення — 187 осіб (2011).
У 1975-1998 роках село належало до Каліського воєводства.

## Демографія
Демографічна структура станом на 31 березня 2011 року:
|          | Загалом | Допрацездатний вік | Працездатний вік | Постпрацездатний вік |
| -------- | ------- | ------------------ | ---------------- | -------------------- |
| Чоловіки | 92      | 21                 | 65               | 6                    |
| Жінки    | 95      | 24                 | 53               | 18                   |
| Разом    | 187     | 45                 | 118              | 24                   |